# Egon Schiele (film 1980)
Egon Schiele è un film del 1980 diretto da John Goldschmidt e basato sulla vita del pittore austriaco Egon Schiele.

## Riconoscimenti
- Austrian People's Education TV Award 1983: Premio Tv (John Goldschmidt)